# Écovention
Écovention est un terme inventé par Amy Lipton et Sue Spaid en 1999 pour décrire une intervention sous forme d'art écologique dans un environnement dégradé. En art, le mouvement Écovention est associé au land art, aux travaux de terrassement (Earthworks), à l'art environnemental et à l'architecture du paysage, mais s'en distingue par ses solutions inventives apportées à des problèmes écologiques. De nombreuses écoventions s'intéressent à des problématiques similaires à celles rencontrées dans les projets de travaux publics tels que les stations d'épuration, l'ensevelissement des déchets, les jardins publics, les mines et les projets de construction durables.
Les artistes associés au mouvement écovention comprennent, entre autres : Joseph Beuys, Mel Chin, Ágnes Dénes, Helen et Newton Harrison, Ocean Earth, Robert Smithson, Alan Sonfist, et Mierle Laderman Ukeles.

## Expositions
Ecovention est aussi le titre d'une exposition de 2002 au Centre d'art Contemporain de Cincinnati, dans l'Ohio, et le titre du catalogue de l'exposition conjoint, publié par le Greenmuseum. Ce catalogue a été considéré comme le texte définitif de l'art écologique pendant plusieurs années et le seul texte disponible pour l'enseignement de ce sujet au lycée et à l'université,.
D'autres expositions majeures incluent « Earth Art » (1969) à l'université Cornell, « Elements of Art: Earth, Air and Fire » (1971) au musée des Beaux-Arts de Boston, « Earthworks: Land Reclamation as Sculpture » (1979) au Seattle Art Museum, et « Fragile Ecologies » (1992) organisée par Barbara Matilsky au musée d'Art de Queens, au début des années soixante,.
Durant l'automne 2016 a eu lieu Ecovention Europe, une exposition organisée par Sue Spaid au musée de Domijnen, à Sittard, aux Pays-Bas, et approfondissant ce qu'est une écovention, en présentant les œuvres d'une quarantaine d'artistes dont le travail est centré sur l'écologie.